# Margot Keune
Margaretha Marcella (Margot) Keune (Amsterdam, 14 augustus 1957 – aldaar, 8 augustus 2008) was een Nederlands actrice en journaliste. Als actrice maakte ze haar debuut in 1980 in de film Spetters van Paul Verhoeven. In 1981 speelde ze de rol van Jacqueline in de film Een vlucht regenwulpen van Ate de Jong en was ze te zien in een reclamespot van de Postbank met John Cleese ("Do you use Giroblauw?"). Hierna begon ze een carrière als freelance journaliste. Voor de bladen Avenue en Viva interviewde ze onder meer Brigitte Bardot, Roman Polański en Nastassja Kinski. Ook was ze redacteur bij een talkshow van Tineke de Nooij.

## Biografie
Op 26-jarige leeftijd werd Keune getroffen door een herseninfarct, wat haar in een rolstoel deed belanden en haar spraakvermogen aantastte. Na een lange revalidatieperiode keerde ze in 1989 terug in de schijnwerpers, toen de VOO een filmportret over haar uitzond en ze in april van dat jaar naakt poseerde in de Nederlandse Playboy. Het was tevens de opmaat voor het toneelstuk Playmates van Haye van der Heyden, waarin ze speelde samen met haar vriendin Sylvia Millecam.
In 1999 trof het noodlot haar andermaal: Haar vriend Geert de Bruin, met wie ze tien jaar samen was, overleed dat jaar aan slokdarmkanker. Hierover schreef ze een boek, Landschappen van verlangen (2003). Ook het overlijden van Sylvia Millecam en Jop Pannekoek, met wie ze in 1989 haar filmportret maakte, lieten diepe sporen na. Toen in 2008 haar fysieke gesteldheid ook verder achteruitging besloot ze tot euthanasie. Op 8 augustus 2008 overleed ze, enkele dagen voor haar 51ste verjaardag.

## Filmografie
- Spetters (1980) – Meisje op brommer
- Een vlucht regenwulpen (1981) – Jacqueline

## Televisie
- Margot (VOO, 1989) – zichzelf